# 2022년 대한민국의 꿀벌 실종

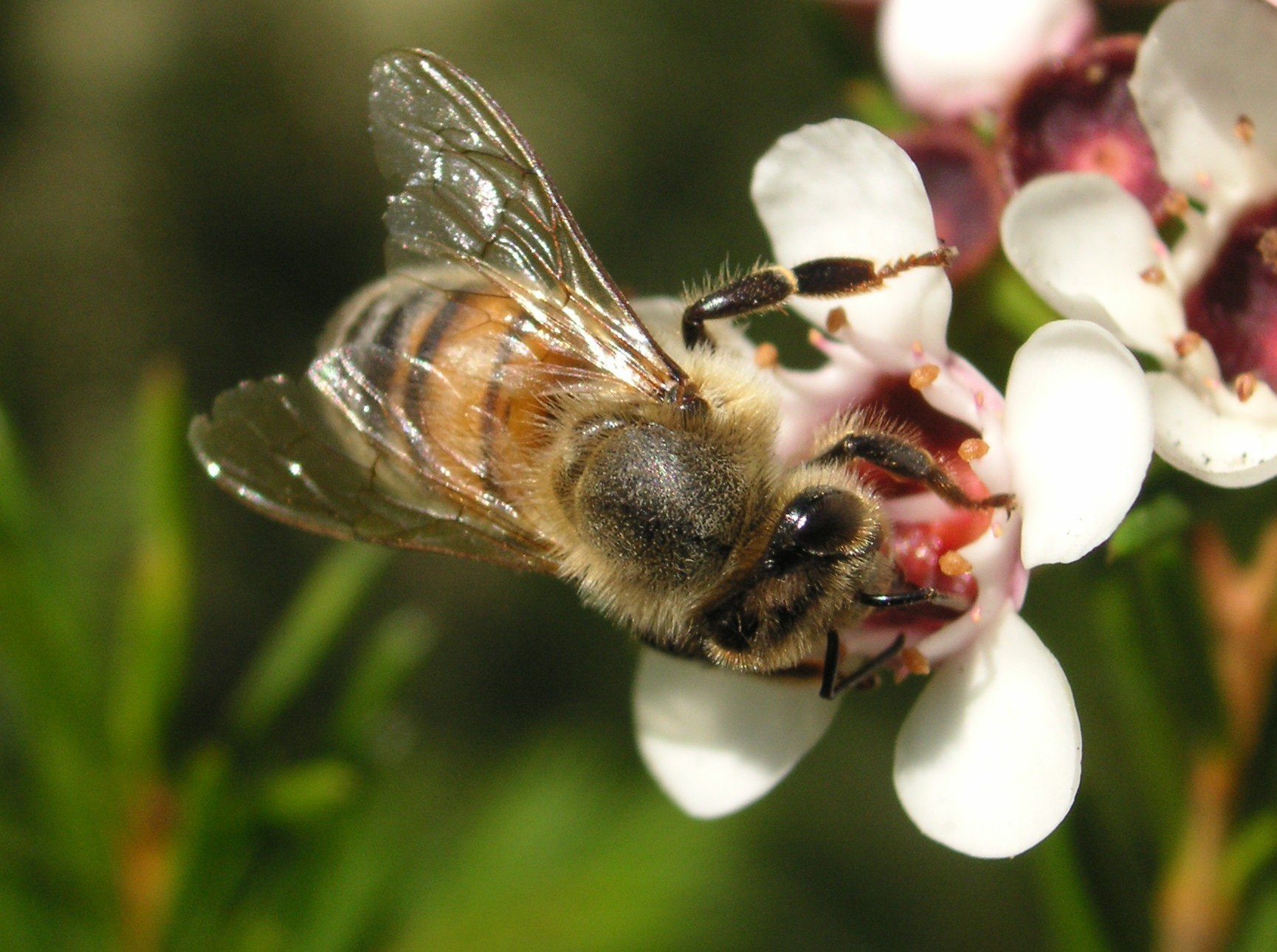
꿀벌은 속씨식물의 수분에서 중요한 역할을 한다.

2022년 대한민국의 꿀벌 실종은 2022년 1월부터 발생한 양봉용 꿀벌의 개체수 급감 사건이다. 이 현상은 21세기에 들어 점차 늘어나고 있는 군집 붕괴 현상의 하나로 세계 곳곳에서 관찰되고 있다.
2022년 1월 제주특별자치도에서 시작된 꿀벌 실종은 3월까지 전라남도, 경상남도, 충청북도까지 북상하며 발생하였고 4월에 들어 경기도 고양시에서도 관찰되는 전국적 사건이 되었다.

## 규모
2022년 3월 집계한 주요 피해 규모는 아래와 같다.
| 지역 | 전체 양봉 통수 | 피해 규모 | 비율   |
| ---- | -------------- | --------- | ------ |
| 전남 | 246,300        | 105,900   | 43 %   |
| 경남 | 350,000        | 38,433    | 11.1%  |
| 제주 | 74,216         | 11,133    | 15.1%  |
| 충북 | 259,000        | 51,000    | 19.7 % |

## 원인
한 지역의 꿀벌 군집이 붕괴하는 이유는 다양한 요소가 있을 수 있지만 전국적인 피해가 발생하는 가장 유력한 원인은 기후 변화이다. 그 외에 꿀벌응애와 같은 기생생물의 창궐이 원인이 될 수 있다. 21세기에 들어 양봉 농가는 등검은말벌과 같은 외래 천적의 침입, 낭충봉아부패병과 같은 질병, 폭염과 집중호우가 반복되는 여름과 점점 더 더워지는 겨울의 특징을 보이는 기후 변화 등으로 꿀벌 개체 감소와 꿀 생산량 급감을 겪어왔다. 2022년 꿀벌 개체 감소는 유래가 없이 큰 규모로 이러한 여러 원인이 복합적으로 작용한 것으로 보인다.
일각에서는 최근 꽃에서 채취하는 꿀이 적어지자 먹이로 준 설탕 때문에 면역력이 떨어진 것이 기후 변화에 따른 따뜻한 겨울을 만난 것과 겹치면서 꿀벌 군집 붕괴 현상을 가속화시켰다고 진단한다. 또한 2021년 8월에서 9월사이 응애류가 급격히 번성할 때에는 로열젤리 채취 등을 이유로 제대로 방제를 하지 못하였다가 이후 뒤늦은 방제를 하면서 일부 농가가 정상적인 양의 세 배에 이르는 과도한 살충제를 투여한 것도 원인으로 꼽힌다.
2023년경에는 꿀벌 군집 붕괴의 원인으로 꿀벌응애가 지목되고 있다. 양봉농가들이 특정 성분이 든 방제제를 오랜 기간 쓰다 보니 내성이 생긴 응애가 발생했고, 이 때문에 꿀벌의 면역력이 약해져 집단 폐사했다는 설이다. 정부는 2023년부터 내성을 일으킨 방제제를 사용하지 않고 꿀벌응애를 퇴출하는 사업을 시작하기로 결졍했다.

## 영향
꿀벌은 속씨식물의 수분을 돕고 꿀을 생산한다. 이 때문에 꿀벌 개체의 감소는 곧바로 속씨식물이 열매를 맺지 못하는 일로 이어진다. 당장에는 2022년 과수 농가의 과실 재배에 문제가 생길 수 있다. 2006년 미국의 꿀벌 실종 사건 당시 밀가루의 값이 폭등한 사례가 있다.

## 기후 변화
꿀벌의 개체수 감소는 전세계적 현상으로 기후 변화가 주요 원인 가운데 하나로 꼽힌다.
꿀벌 개체는 천적의 개체수나 질병 등으로도 큰 영향을 받기 때문에 기후 변화가 단일한 원인이라고 할 수는 없다. 그러나 따뜻한 겨울 때문에 다른 요인들이 증폭되어 꿀벌 실종의 규모가 더 커졌다. 미국의 경우 1973년에서 2017년까지 장기 관찰에서 다양한 기후 변화가 꿀벌 개체 감소에 영향을 준 것으로 보고되었다.
미국의 저널리스트 로완 제이콥슨은 2008년 《꿀벌없는 세상, 결실없는 가을》에서 꿀벌의 군집 붕괴 현상이 세계적인 식량 위기를 가져올 것이라고 경고한 바 있다. 1962년 레이철 카슨이 《침묵의 봄》에서 살충제에 의한 꿀벌 군집 붕괴를 경고한 이후 기후 변화가 꿀벌을 중심으로 한 생태계 위기의 또 다른 원인으로 떠오른 것이다. 기후 변화에 따른 생태계 위기는 먹이 사슬과 같은 영양 단계에 영향을 미쳐 세계적인 여러 문제를 가져올 수 있으며 식량 위기와 같이 인간의 삶에 직결되는 문제로 확대될 수 있다.

## 같이 보기
- 기후 변화